# Іттіхад (газета)
Іттіха́д — літературна, громадська та політична газета Азербайджану.

## Створення
Ініціатором створення газети був Джейхун-бек Гаджибейлі. 4 грудня 1917 року вийшов перший номер, редактором став сам Гаджибейлі. Гасло газети — «Сила в Іттіхаді». На початку 1918 року, після запрошення Гаджибейлі в газету «Азербайджан», «Іттіхад» з 59-ого номера стає офіційним органом об'єднання «Мусульманство в Росії».
Газета тимчасово не випускалася в результаті Березневого геноциду, вчиненого дашнаками проти азербайджанців.

## Діяльність
1918 року і до квітня 1919 року газета «Іттіхад» випускалася співробітниками редакції. У квітні 1919 року Джамал Ефенді Накашидзе член Центрального Комітету під псевдонімом «Аджарали Джамал» був призначений головним редактором. Однак звільнення Джамала Ефенді Накашидзе з партії призвело до його відходу від редакції. Після цього спочатку неофіційно, але з 1920 року згідно з рішенням партії «Кавказький Іттіхад» головою був призначений Гара бей Гарабейлі. Перший щоденний номер «Іттіхада» був опублікований лише один або два рази на місяць у 1919—1920 роках. Головними авторами «Іттіхада» були Джейхун-бек Гаджибейлі, Гара бей Гарабейлі, Ахунд Молла Алекбер Аббасгулузаде Джейхун бей Тагізаде, А. Х. Джаббарли, Мухаммед Хаді, Мірза Бала Мамедзаде, Хаджі Мір Мовсум Гасимзаде, Бехлул Бехджет, Мухаммад Ага Шахтахли та інші.
Публікація газети була припинена після Квітневої окупації (1920).